# Giorgio Faldini
Giorgio Faldini (Tunisi, 10 aprile 1912 – 1º agosto 2000) è stato uno schermidore italiano, specializzato nel fioretto. Ha vinto una medaglia d'oro ai Campionati mondiali di scherma.